# التحول لصلصة (مصطلح رمزي)
التحول لصلصة (بالإنجليزية: Chutnification)‏ هو مُصطلح رمزي نشرهُ الروائي سلمان رشدي بعد استعماله لها في رِوايته أطفال منتصف الليل. الصَلصة (بالإنجليزية: Chutney)‏ هي طريقة قَديمة لِحفظ الفواكه والخُضراوات المَوسمية؛ وذلك بهدف التَمتع بِمَذاقٍ جيد علي مَدار العام، ولكن التَوابل والمَعادن المُستخدمة في الحِفظ تَقْتُل مَذاقها الطبيعي. تبدأ الفَواكه والخُضراوات باكتساب روائحها الطبيعية ومذاقاتها المُختلفة عن الباقي في الحدائق والحقول، ولكن يَنتهي بِها الحَال في الوجبات اليومية كطبق جانبي أو حلويات.
رِواية أطفالُ مُنتصف الليل لسلمان رشدي ليْست أول رِواية تُعرض وتظهر «التحول لصلصة» (Chutnification). جَميع الكُتّاب ما بعد الاستعمارية حاولوا تَوضيح هذه الفِكرة بطريقةٍ أو بأخرى. فعلى سبيل المثال، الرِوايات الثُلاثية للكاتب شينيو أشيبي: «الأشياء تتداعى»، و«لم تعد هناك طبيعة»، و«سهم من الخالق» كانت تَدور أحْداثهم حَول هذه الفِكرة، بالإضافة إلى رِواية «بتلات الدم» للكَاتب نغوغي وا ثيونغو، حيثُ كُتبوا جميعًا في أزمنةٍ قبل رواية «أطفال منتصف الليل» لسلمان رشدي، لكن تلك المَقالات كانت تُسلط الضَوء حَول خلق تاريخ بدون وثائق مناسبة؛ ليتحدوا غياب الزَمن حَيث أَن شعب إغبو -شعب جنوب شرق نيجيريا- والسواحليون – شعوب شرق أفريقيا- يعانون مِن غِياب التاريخ؛ لذلك ظلّوا يكتبون في قسم «الخيال القصصي» فقط.

## المصطلح
مُصطلح (Chutnification) يتكون من مقطعين (chutney) و (-fication)، وهو يعني حرفيًا «عملية التحول الصلصة».
حسبَ ويكاموس الإنجليزي، فإنَّ chutnification تَعني اعتماد أو تَبني العناصر الهندية في الثقافة أو اللغة الإنجليزية، وهذا الأسلوب الذي اتبعه الروائي البريطاني الهندي سلمان رشدي.